# Шаббода (район Рудаки)
Шаббода (тадж. Шаббода; до 2008 года — Мингботман) — село в районе Рудаки Республики Таджикистан. Входит в состав джамоата (сельской общины) Эсанбой района Рудаки.
Находится на расстоянии 83 км от райцентра (пгт. Сомониён) и 23 км от центра общины (село Эсанбой).
Население — 446 чел. (2017).